# Harvest Moon 3 GBC
Harvest Moon 3 GBC (japanska: 牧場物語GB3 Hepburn: Bokujō Monogatari GB3?) är en farm simulering datorspel för Game Boy Color utvecklad av Victor Interactive Software, en del av den långvariga   Story of Seasons  serie datorspel.  Harvest Moon 3 GBC  är det sista spelet för Game Boy Color i serien, och också ett av de mest karakteristiska. Den ursprungliga japanska utgåvan var på två separata patroner (en för pojksidan och en för tjejsidan), men kombinerades i en enda patron för utländskt släpp. 